# くじら大吾
『くじら大吾』（くじらだいご）は、梅本さちおによる日本の少年漫画。『少年ジャンプ』（集英社、掲載時隔週刊）において、貝塚ひろし『父の魂』と共に1968年創刊号からの連載第1号作品として知られている。

## 作品概要
高知で孤児として育った主人公の大吾が政治家の春日に養子として迎えられたことを機に上京し、生まれ持った巨体を武器に養父やその意向を受けて夜間中学の廃校を目論む校長らと対立しながら仲間たちと共闘する物語である。『少年ジャンプ』創刊号に掲載された全8作品のうち、本作と『父の魂』の2作のみが実質上の連載作品であったが、表紙に「ぜんぶ漫画・ぜんぶ読切」と謳われている通り、建前上は「1話完結の読み切りを毎号掲載」という形を取っていた。連載開始時の扉絵に記されたキャッチコピーは「おお、けたはずれにおもしろい‥‥新人No1漫画家のNo1漫画」。
創刊号掲載の第1話および第3・5話では巻頭カラーを飾っており、第2・4話でもセンターカラーを割り当てられたが、第11号で本宮ひろ志『男一匹ガキ大将』と永井豪『ハレンチ学園』（読み切りからの昇格）の連載が始まったのと入れ替わりに終了し、ジャンプ本誌の連載としては初の完結作品となった。ストーリー上は最終話において大吾と仲間たちが校長らの陰謀を退け夜間中学の存続を勝ち取る大団円を迎えているものの、同時に連載を開始した『父の魂』とは異なり創刊翌年の1969年11月30日に刊行が始まったジャンプ・コミックスの第1弾ラインナップには含まれず、若木書房の「コミックメイト」レーベルから全2巻が刊行された。
1979年32号の特集『ジャンプ漫画ヒーローカタログ』では、連載第1号作品の主人公として冒頭で本作の大吾が紹介されている。

## 単行本
- 梅本さちお『くじら大吾』、若木書房〈コミックメイト〉、全2巻

1. 「くじら大吾」 1970年2月20日初版 全国書誌番号:45007361
2. 「くじら大吾 続」 1970年5月5日初版 全国書誌番号:45007362